# پانتین
پانتین (انگلیسی: Pantene) یک برند سوئیسی-آمریکایی در زمینه تولید لوازم مراقبت از مو و میکاپ است. اولین خط تولید این برند در سوئیس و در سال ۱۹۴۵ به راه افتاد.

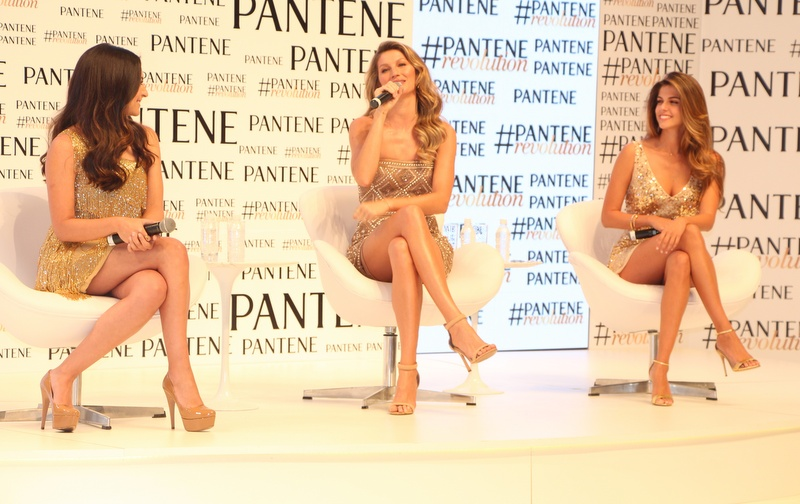
سفیران پانتین (از چپ به راست: آنا برندا کونترراس، ژیزلی بینچنی و استفانی کایو)